# Nomada klamathensis
Nomada klamathensis är en biart som beskrevs av Fox 1926. Nomada klamathensis ingår i släktet gökbin, och familjen långtungebin. Inga underarter finns listade i Catalogue of Life.